# Álex Collado
Álex Collado Gutiérrez (Sabadell, 22 aprile 1999) è un calciatore spagnolo, centrocampista dell'Al-Shamal.

## Carriera

### Club

#### Barcellona
Nato a Sabadell, nel 2010 è entrato a far parte del settore giovanile del Barcellona, dopo aver giocato nelle giovanili di Espanyol e CE Mercantil. Nella stagione 2017-2018 ha vinto la UEFA Youth League con i blaugrana, nella vittoriosa finale per 3-0 contro il Chelsea.
Il 17 marzo 2018, ha esordito con la seconda squadra, in occasione dell'incontro di Segunda División pareggiato per 1-1 contro il Lorca. Il 15 dicembre sigla la sua prima rete con la seconda squadra del Barça, nella vittoria per 2-1 ai danni del Lleida.
Il 4 maggio 2019 ha esordito ufficialmente in prima squadra, partendo da titolare nell'incontro della Liga perso per 2-0 contro il Celta Vigo. Poco prima dell'inizio della stagione 2020-2021, è stato nominato capitano della seconda squadra dei blaugrana, a causa dell'infortunio rimediato da Ferrán Sarsanedas.
Il 31 marzo 2021, ha prolungato il suo contratto per altri due anni, fino al 2023. Tuttavia, nell'agosto 2021, ha lasciato il ritiro estivo del Barça a Stoccarda, per chiarire sul suo futuro. Dopo alcuni tentativi di prestito falliti a Club Bruges e Sheffield Utd, è rimasto fuori dalla rosa sia della prima squadra che della seconda squadra. Tuttavia, secondo il regolamento della Liga, entro gennaio doveva essere ceduto in prestito, poiché non è permesso a una squadra di tenere in rosa un giocatore non registrato.

##### Prestiti a Granada ed Elche
Il 9 dicembre 2021, viene ceduto in prestito al Granada fino al termine della stagione. Tuttavia, si è unito al Granada solamente il 7 gennaio 2022, dopo aver risolto le pratiche burocratiche. Il giorno successivo ha esordito con la squadra, disputando l'incontro di campionato pareggiato per 1-1 contro il Barcellona.
Il 15 agosto 2022 passa in prestito all'Elche.

#### Betis e prestito all'Al-Okhdood
Il 27 luglio 2023 viene ceduto a titolo definitivo al Betis, che 4 giorni dopo lo cede in prestito all'Al-Okhdood.

### Nazionale
Nel 2017 ha giocato una partita con la nazionale spagnola Under-19.

## Statistiche

### Presenze e reti nei club
Statistiche aggiornate al 9 maggio 2025.
| Stagione            | Squadra             | Campionato          | Campionato | Campionato | Coppe nazionali | Coppe nazionali | Coppe nazionali | Coppe continentali | Coppe continentali | Coppe continentali | Altre coppe | Altre coppe | Altre coppe | Totale | Totale |
| Stagione            | Squadra             | Comp                | Pres       | Reti       | Comp            | Pres            | Reti            | Comp               | Pres               | Reti               | Comp        | Pres        | Reti        | Pres   | Reti   |
| ------------------- | ------------------- | ------------------- | ---------- | ---------- | --------------- | --------------- | --------------- | ------------------ | ------------------ | ------------------ | ----------- | ----------- | ----------- | ------ | ------ |
| 2017-2018           | Barcellona B        | SD                  | 1          | 0          |                 | -               | -               |                    | -                  | -                  |             | -           | -           | 1      | 0      |
| 2018-2019           | Barcellona B        | SDB                 | 36         | 5          |                 | -               | -               |                    | -                  | -                  |             | -           | -           | 36     | 5      |
| 2019-2020           | Barcellona B        | SDB                 | 24         | 5          |                 | -               | -               |                    | -                  | -                  |             | -           | -           | 24     | 5      |
| 2020-2021           | Barcellona B        | SDB                 | 16+6       | 6+2        |                 | -               | -               |                    | -                  | -                  |             | -           | -           | 22     | 8      |
| Totale Barcellona B | Totale Barcellona B | Totale Barcellona B | 77+6       | 16+2       |                 | -               | -               |                    | -                  | -                  |             | -           | -           | 83     | 18     |
| 2018-2019           | Barcellona          | PD                  | 1          | 0          | CR              | -               | -               | UCL                | -                  | -                  | SS          | -           | -           | 1      | 0      |
| 2019-2020           | Barcellona          | PD                  | 1          | 0          | CR              | -               | -               | UCL                | -                  | -                  | SS          | -           | -           | 1      | 0      |
| gen.-giu. 2022      | Granada             | PD                  | 17         | 2          | CR              | -               | -               |                    | -                  | -                  |             | -           | -           | 17     | 2      |
| 2022-2023           | Elche               | PD                  | 15         | 1          | CR              | 2               | 0               |                    | -                  | -                  |             | -           | -           | 17     | 1      |
| 2023-2024           | Al-Okhdood          | SPL                 | 33         | 4          | KCC             | 0               | 0               |                    | -                  | -                  |             | -           | -           | 33     | 4      |
| 2024-2025           | Al-Kholood          | SPL                 | 26         | 5          | KCC             | 1               | 0               |                    | -                  | -                  |             | -           | -           | 27     | 5      |
| Totale carriera     | Totale carriera     | Totale carriera     | 176        | 30         |                 | 3               | 0               |                    | -                  | -                  |             | -           | -           | 179    | 30     |

## Palmarès

### Club

#### Competizioni giovanili
- UEFA Youth League: 1

Barcellona: 2017-2018

#### Competizioni nazionali
- Campionato spagnolo: 1

Barcellona: 2018-2019